# Лициния (съпруга на Публий Муций Сцевола)
Вижте пояснителната страница за други личности с името Лициния.
Лициния (на латински: Licinia; fl. 188 – 180 пр.н.е.) е знатна римлянка от 2 век пр.н.е.

## Биография
Произлиза от известната фамилия Лицинии. Дъщеря е на Гай Лициний Вар, който е вероятно роднина на Гай Лициний Вар (консул 236 пр.н.е.). Сестра е на Публий Лициний Крас (консул 171 пр.н.е.) и Гай Лициний Крас (консул 168 пр.н.е.).
Тя се омъжва за Публий Муций Сцевола (консул 175 пр.н.е.), който е син на Квинт Муций Сцевола (претор 215 пр.н.е.) и брат на Квинт Муций Сцевола (консул 174 пр.н.е.). Майка е на Публий Муций Сцевола (консул 133 пр.н.е.) и Публий Лициний Крас Муциан (консул 131 пр.н.е.), който е осиновен от брат ѝ Публий Лициний Крас.
Баба е на Лициния Краса Стара (съпруга на Гай Сулпиций Галба), на Лициния Краса Млада (съпруга на Гай Гракх) и на Квинт Муций Сцевола (понтифекс). мПрабаба е на Муция Терция (81 пр.н.е. става третата съпруга на Помпей Велики) и на Маний Ацилий Глабрион (консул 67 пр.н.е.).